# Cornetul nazal (concha nazală)

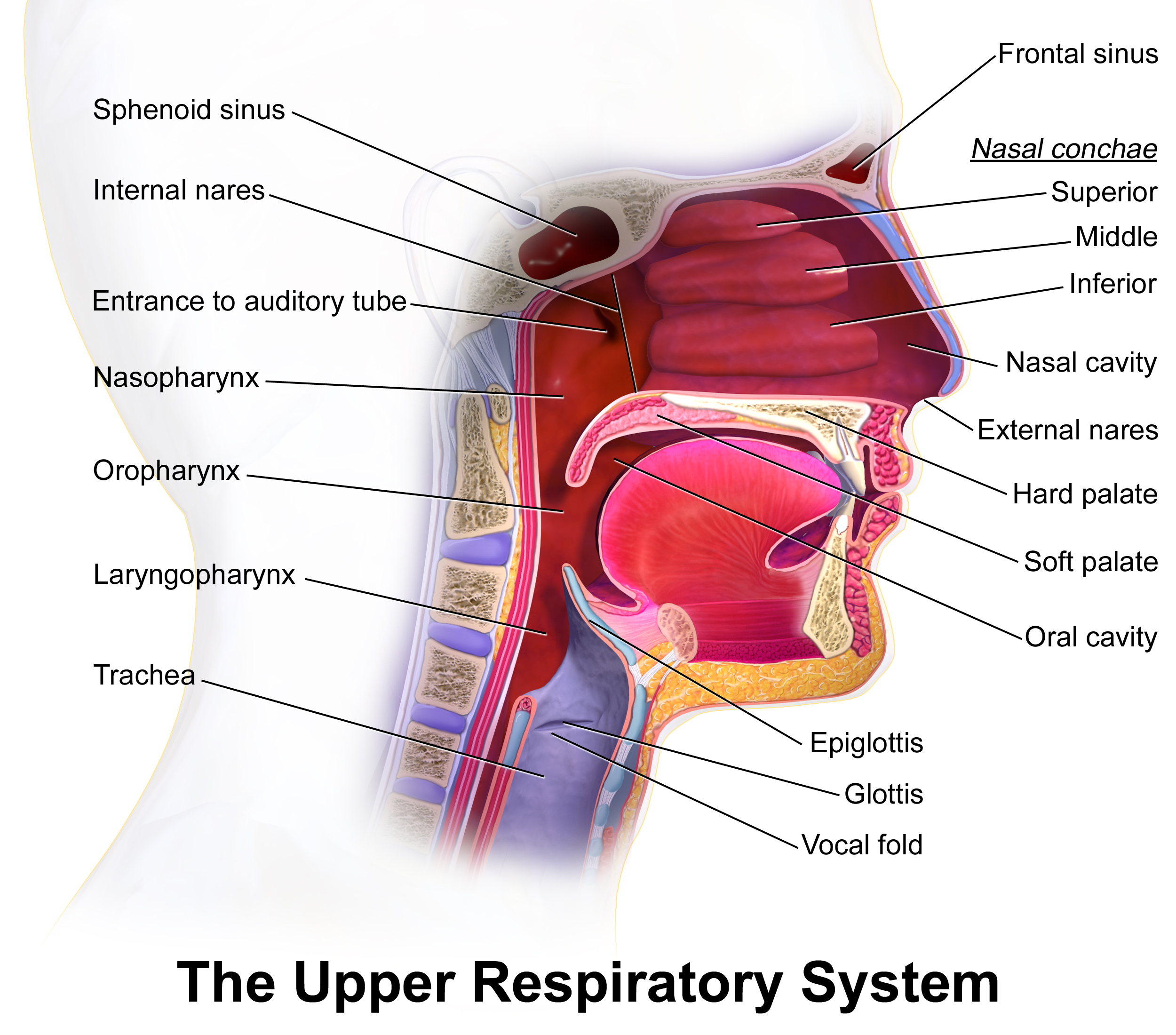
Ilustrarea schematică a tractului respirator superior

În anatomie, un cornet nazal denumit și concha ( /ˈkɒnkə/ ), la plural cornete nazale, adesea denumite și procese turbinate, reprezintă niște proeminețe osoase ca niște rafturi alungite și rotunjite în calea aeriană a nasului la oameni și la diverse animale. Cornetele pot fi imaginate și ca având forma unei scoici alungite de unde numele lor (latină concha din greaca κόγχη ). O concha este oricare dintre oasele spongioase ale pasajelor nazale la vertebrate . 
La om, cornetele împart căile respiratorii nazale în patru pasaje asemănătoare unor șanțuri. În felul acesta aerul inhalat este forțat să se deplaseze sub formă de flux laminar și totodată să vină în contact cu cât mai multă arie din suprafața totală a mucoasei nazale . Mucoasa nazală este o membrană mucoasă ciliată în care vasele de sânge sunt foarte superficiale ceea ce permite mucoasei nazale să capteze impuritățile din aerul inahalat și să-l  încălzească procesândul-l astfel înainte de a ajunge mai departe către plămâni.
Circulația arteriolară cu proprietăți vasomotorii ridicate din mucoasa nazală face ca în cazul scăderii bruște a temperaturii osului din cornet face ca mucoasa să răspundă puternic la schimbări bruște de temperatură. Spre exemplu, dacă consumăm înghețată apare un fenomen descris ca un fel de senzație dureroasă de „ înghețare a creierului ”. Faptul că circulația venoasă prin mucoasă este și ea superficială contribuie la ușurința cu care poate să apară sângerarea nasului.

## Structura
Suprafața cornetelor nazale este constituită dintr-un epiteliu  pseudostratificat columnar ciliat de tip respirator care are asociat un strat gros de țesut glandular cu vascularizație bogată și proprietăți erectile.  Cornetele nazale sunt inserate în pereții laterali ai cavităților nazale, curbându-se medial și inferior în căile aeriane nasale. În fiecare nară avem 3 cornete nazale: inferior, mijlociu și superior. Așadar, în total în cele două nări sunt 6 cornete nazale, câte trei de fiecare parte și care sunt despărțite median de septul nazal. Septul nazal separă totodată cavitatea nazală în două cavități mai mici, una stângă și una dreaptă. 
Cornetele superioare sunt cele mai mici dintre cele 3 cornete de fiecare parte și servesc la protejarea bulbului olfactiv. Cornetele superioare delimitează un spațiu denumit meat superior. În acest spațiu se deschide calea de drenaj a sinusurilor etmoide posterioare. 
Cornetele mijlocii sunt un pic mai mari. La om, acestea sunt de obicei la fel de lungi ca degetul mic. Se proiectează în jos delimitând un spațiu care se cheamă meat mijlociu în care se produce drenajul sinusurilor maxilar și etmoid anterior. Cornetul mijlociu protejează sinusurile de a intra în contact direct cu fluxul de aer nazal turbulent. Majoritatea fluxului de aer inhalat se deplasează între cornetul inferior și meatul mediu. 
Cornetele inferioare având cu aproximație dimensiunea unui deget arătător la om. Ele sunt responsabile pentru cea mai mare parte din controlul direcției fluxului de aer, umidificării, încălzirii și filtrării aerului inhalat prin nas. 
Cornetele inferioare sunt clasificate în patru grade de severitate pe baza unui sistem de clasificare (cunoscut sub numele de sistem de clasificare a cornetului inferior ) în care este estimată cantitatea totală a spațiului căilor aeriene pe care o ocupă cornetul inferior. 
Gradul 1 este 0-25% din căile respiratorii.
Gradul 2 reprezintă 26-50% din căile respiratorii.
Gradul 3 este 51-75% din căile respiratorii.
Gradul 4 este 76-100% din căile respiratorii. 
Există uneori o pereche de cornete situate deasupra cornetelor superioare care poartă denumire de cornete supreme. Când sunt prezente, acestea iau de obicei forma unei mici creste.

## Funcţie
Cornetele cuprind majoritatea ariei acoperită de mucoasa nasului și sunt necesare pentru o respirație sănătoasă. Cornetele sunt bogate în receptori de presiune a fluxului de aer și de detectare a temperaturii (legați funcțional de Nervul Trigemen, Nervul Cranian V). Cornetele au capacitate erectilă foarte mare care devine evidentă prin fenomene de congestie și decongestie nazală ca răspuns la condițiile meteorologice și respectiv la la schimbarea nevoilor fiziologice ale corpului.  În plus, țesutul erectil din nas trece printr-un ciclu continuu de congestie parțială urmată de decongestie, ciclu denumit ciclul nazal. Fluxul de sânge către mucoasa nazală, în special către plexul venos al cornetelor, este reglat de ganglionul pterigopalatin care practic controlează încălzirea și răcirea aerului din nas.
Reflexele nasopulmonare și nasothoracice permit reglarea respirației prin aprofundarea inspirației în caz de nevoie. Constantele legate de fluxul de aer, de presiunea aerului și de calitatea aerului din nas sunt percepute la nivelul mucoasei nazale de unde sunt transmise prin Nervul Trigemen către centrele de respirație din trunchiul cerebral. Răspunsul generat de trunchiul cerebral este transmis către bronhii, mușchii intercostali și mușchiul respirator diafragmă.
Cornetele sunt responsabile pentru filtrarea, încălzirea și umidificarea aerului inhalat prin nas. Dintre cele trei funcții enumerate mai sus, filtrarea se realizează în principal prin alte mijloace mai eficiente cum ar fi mucusul și cilii mucoasei. Pe măsură ce aerul trece printre cornete, acesta este încălzit la 32 - 34 ° C (89 - 93 ° F), umidificat (până la 98% saturație de apă ) și filtrat. 

### Rol imunologic
Epiteliul respirator care acoperă țesutul erectil (sau lamina propria) al cornetului joacă un rol major în prima linie de apărare imunologică a corpului. Epiteliul respirator este parțial compus din celule goblet producătoare de mucus. Acest mucus după ce este secretat tapetează cavitățile nazale și servește drept filtru captând particulele din aer mai mari de 2 până la 3 micrometri . Epiteliul respirator servește și ca modalitate prin care sistemul limfatic care protejează organismul de virusuri sau bacterii ajunge în nas. 

### Miros
Mai presus de toate, cornetele asigură umiditatea necesară pentru a păstra sănătos delicatul epiteliu olfactiv care la rândul său este necesar pentru a menține receptorii olfactivi sănătoși și și funcționali. Dacă acest țesut epitelial devine uscat sau se irită poate înceta să mai funcționeze. Aceasta este de obicei o situație temporară dar în timp poate duce la anosmie cronică.  Procesele turbinate cresc de asemenea aria de suprafață din interiorului nasului. Prin direcționarea și devierea fluxului de aer maximizând contactul aerului cu o suprafață mare de mucoasă totodată  propulsează aerul inspirat. Acest fenomen cuplat cu fenomenele de umidificare și filtrare realizate de cornete ajută la transportarea mai multor molecule parfumate către regiunile superioare înguste din căile respiratorii nazale unde se află receptorii nervoși ai olfacției. 
Cornetele superioare acoperă și protejează complet axonii nervoși care străpung placa cribriformă (o placă osoasă poroasă care separă cavitatea nazală de cavitatea craniană) în nas. Unele zone ale cornetelor medii sunt, de asemenea, inervate de bulbul olfactiv. Toate cele trei perechi de cornete sunt inervate de receptorii de durere și temperatură, prin intermediul nervului trigemen (sau al cincilea nerv cranian ).  Cercetările au arătat că există o legătură puternică între aceste terminații nervoase și activarea receptorilor olfactivi dar știința nu a explicat încă pe deplin această interacțiune.

## Semnificația clinică

### Disfuncție
Cornete mari și umflate sunt adesea denumite de către clinicieni procese turbinate. Ele pot duce la blocarea nasului. Alergiile, expunerea la iritanți ai mediului sau o inflamație persistentă în sinusuri poate determina hipetrofia proceselor turbinate. Deviația de sept nazal poate duce și ea la hipetrofia proceselor turbinate. 
Tratamentul alergiei subiacente sau eliminarea factorului iritant poate reduce edemul mucoasei care acoperă procesul turbinat. În cazurile care nu se rezolvă sau pentru tratamentul septului deviat poate fi necesară o intervenție chirurgicală denumită septoplastie cu sau fără turbinoplastie.

### Intervenție chirurgicală
Turbinectomia sau turbinoplastia este o intervenție chirurgicală care constă în reducerea sau îndepărtarea turbinatelor. În practică există tehnici diverse inclusiv ablația prin radiofrecvență cunoscută și sub numele de somnoplastie, reducerea prin utilizarea căldurii pure și respectiv rezecția chirurgicală în care medicul chirurg ORL taie o parte din procesul turbinat prezent în exces.
În rezecției chirurgicale doar o cantitate mică de țesut turbinat este îndepărtat deoarece turbinatele sunt esențiale în procesul de respirație. Riscurile asociate cu reducerea turbinatelor inferioare sau medii includ sindromul nasului gol.   Dr. Houser: „acest lucru este valabil mai ales în cazurile de rezecție a părții anterioare a procesului turbinat inferior (TI) din cauza rolului său important în valva nazală internă”. 
Concha bullosa este o pneumatizare anormală a procesului turbinat mediu care poate interfera cu ventilația normală a deschiderii sinusurilor în nas la nivelul ostiei sinusale și poate duce la fenomen de sinuzită recurentă.

## Alte animale

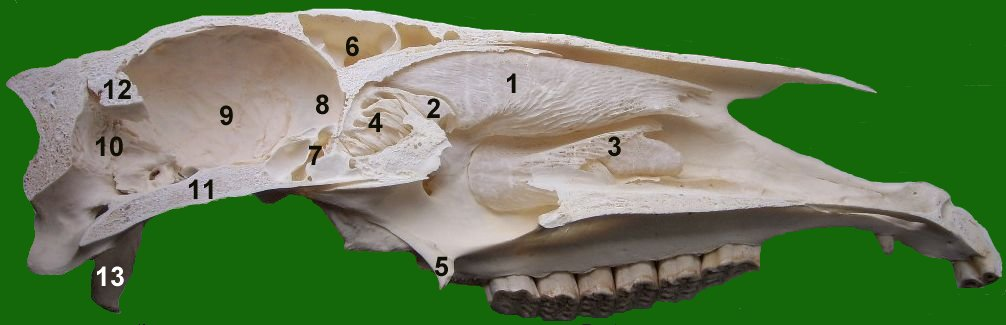
Calul respiră prin nare (nări) care își cresc volumul în timpul exercițiului. Pasajele nazale au două turbinate pe fiecare parte, care măresc suprafața la care este expus aerul.

În general la animale procesele turbinate nazale sunt structuri neregulate de os subțire sau cartilaj situat în cavitatea nazală . Acestea sunt căptușite cu membrane mucoase care îndeplinesc două funcții importante. Pot îmbunătăți simțul mirosului prin creșterea suprafeței disponibile pentru absorbția substanțelor chimice din aer și pot încălzi și umezi aerul inhalat și pot extrage căldura și umezeala din aerul expirat pentru a preveni desicarea plămânilor. Turbinatele olfactive se găsesc în toate tetrapodele vii  și turbinate respiratorii se găsesc la majoritatea mamiferelor și păsărilor.
Animalele cu turbinate respiratorii pot respira mai repede fără a-și desica (usca) plămânii. Prin urmare pot avea un metabolism mai rapid.  De exemplu, atunci când emul expiră, turbinatele sale nazale condensează umezeala din aer facilitând reabsoarbția sa pentru reutilizare.  Câinii și alte canine posedă turbinate nazale bine dezvoltate.  Aceste turbinate permit schimbul de căldură între arterele mici și venele de pe suprafețele proceselor maxiloturbinate (turbinate poziționate pe osul maxilar ) realizând un sistem de schimb de căldură contracurent.  Câinii sunt capabili de urmăriri prelungite ale prăzii spre deosebire de pisici care utilizează tehnici de capturare a prăzii prin ambuscadă. Procesele turbinate cu forma lor neregulată joacă un rol important în a permite aceste diferențe între câini și pisici (pisicile posedă doar un set mult mai mic și mai puțin dezvoltat de turbinate nazale).  Aceeași structură complexă a turbinatului ajută la conservarea apei în medii aride.  Se presupune că aceste capacități de conservare a apei și de termoreglare că ar fi adaptări care au permis câinilor (inclusiv câinilor domestici și strămoșilor lor preistorici reprezentați de lupul cenușiu ) să supraviețuiască în mediul dur al Arcticii și în alte zone reci din nordul Eurasiei și America de Nord. Aceste regiuni sunt foarte uscate și foarte reci. 
Reptilele și sinapsidele mai primitive au procese turbinate olfactive care sunt implicate dominant în simțul mirosului și mai puțin în prevenirea desicării.  În timp ce procesele maxiloturbinate ale mamiferelor sunt localizați în calea fluxului de aer pentru a colecta umezeala, turbinatele senzoriale, atât la mamifere cât și la reptile sunt poziționate mai în spate și deasupra pasajului nazal, departe de fluxul de aer.  Glanosuchus are niște creste poziționate jos în cavitatea nazală indicând locul în care specia avea procese maxiloturbinate care se aflau cândva în calea directă a fluxului de aer. Este posibil ca procesele maxiloturbinate să nu se fi conservat deoarece erau fie foarte subțiri, fie cartilaginoase . De asemenea, s-a emis și ipoteza ca aceste creste să fie asociate mai degrabă cu un epiteliu olfactiv.  Cu toate acestea prezența proceselor maxiloturbinate sugerează că Glanosuchus ar fi putut să respire rapid fără a usca pasajul nazal și prin urmare, ar fi putut fi un gen animal endoterm. 
Oasele proceselor turbinate nazale sunt foarte fragile și nu se conservă în fosile decât rareori. În mod semnificativ nu au fost identificate la păsările fosile.  Există însă dovezi indirecte ale prezenței lor în unele fosile. Crestele rudimentare precum cele care susțin turbinatele respiratorii au fost găsite în cinodonti triassici cum ar fi Thrinaxodon și Diademodon. Aceasta sugerează că este posibil ca aceste animale să fi avut rate metabolice destul de ridicate.     Paleontologul John Ruben și alții au susținut că nu s-au găsit dovezi de turbinate nazale la dinozauri. Conform acesteor cercetători toți dinozaurii pe care i-au examinat aveau pasaje nazale prea înguste și scurte pentru a găzdui procese turbinate nazale. S-a ajuns astfel la concluzia că dinozaurii nu ar fi putut susține rata de respirație necesară pentru o rată metabolică similară unui mamifer sau a unei păsări în stare de repaus, deoarece plămânii dinozaurilor s-ar fi desicat.    Cu toate acestea, aceste ipoteze nu sunt pe deplin acceptate. Procesele turbinatele nazale sunt absente sau foarte mici la unele păsări cum ar fi ratitele, Procelariiformele și Falconiformele. De asemenea, procesele turbinate sunt absente sau foarte mici la unele mamifere, cum ar fi furnicarii, liliecii, elefanții, balenele și majoritatea primatelor. Toate aceste animale conservă căldura și, în unele cazuri, sunt animale foarte active.     Mai mult, au fost identificate procese turbinate osificate în fosilele dinozaurului Saichania. 

## Imagini suplimentare

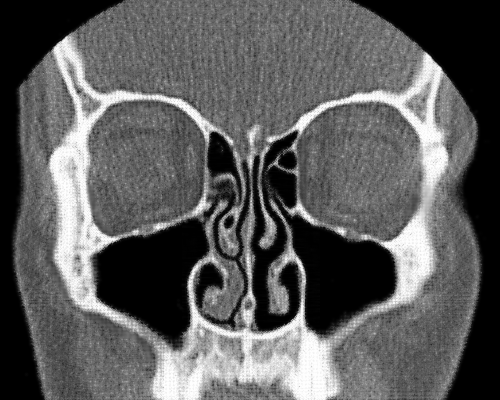
Conca nazală: Blocată / liberă
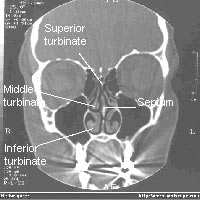
Reconstrucție coronară a unei examinări prin computer tomograf (CT) - examinare normală
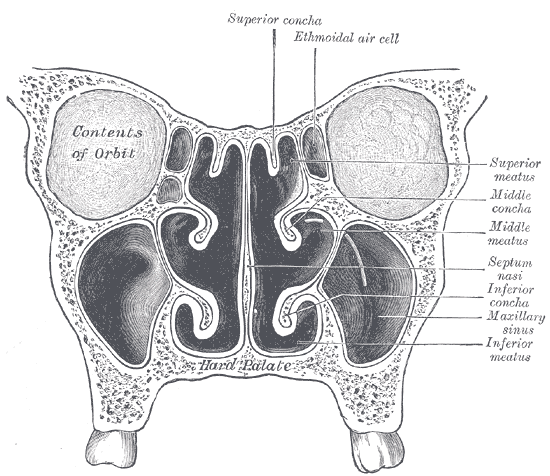
Secțiunea coronară a cavităților nazale.
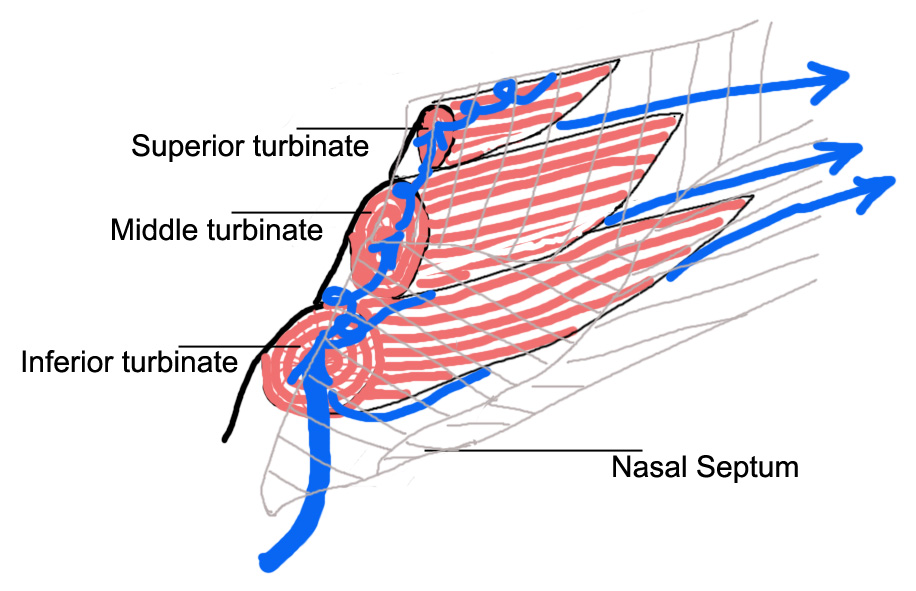
Fluxul aerului printre niște procese turbinate normale
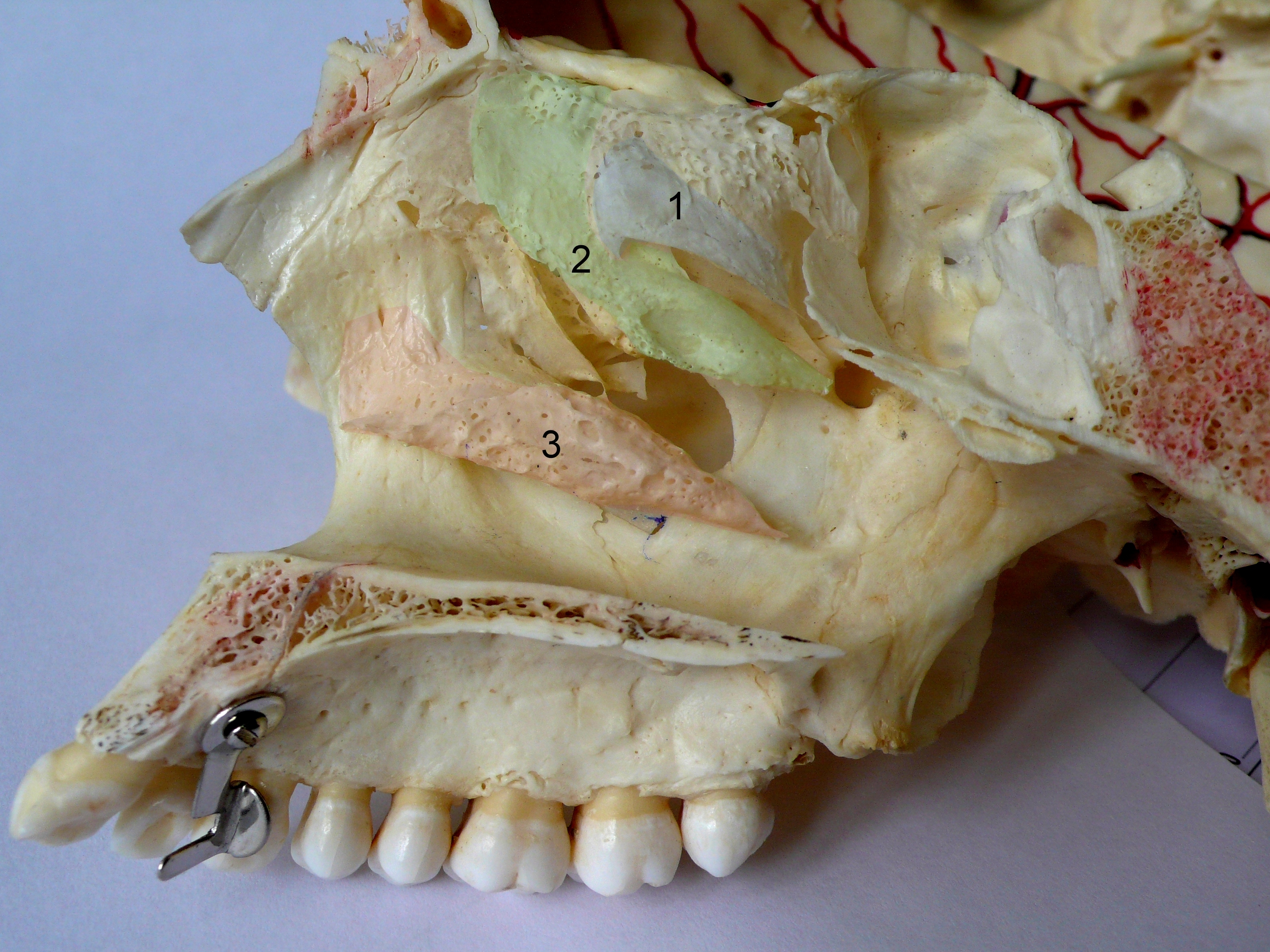
Procesele turbinate - specimen anatomic
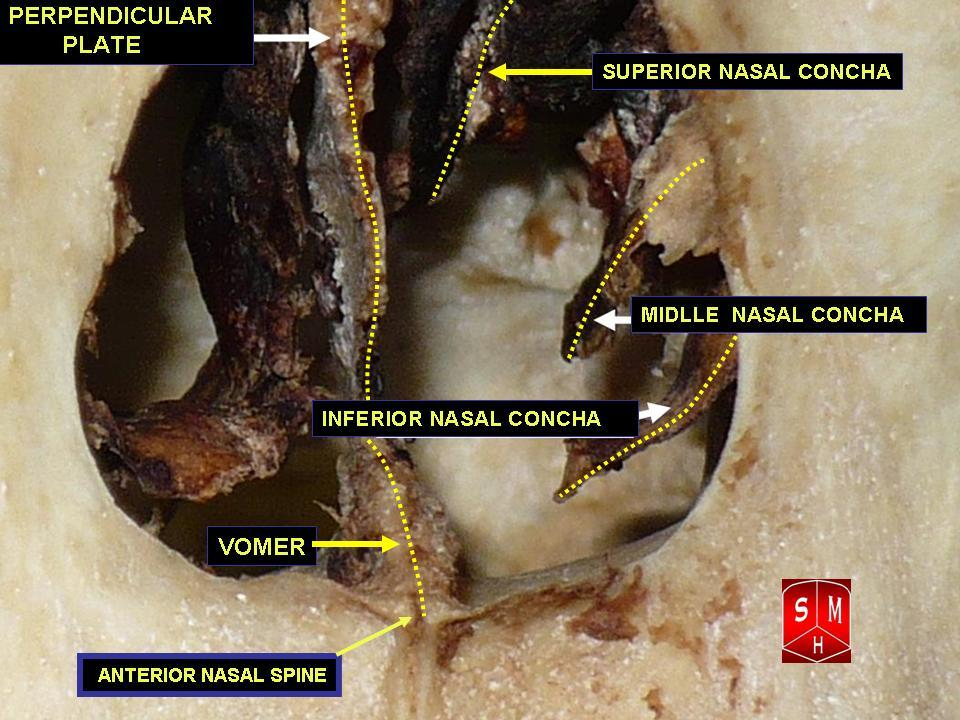
Procesele turbinate - specimen anatomic - aspect coronar